# پایگاه عملیات اصلی لشکرگاه
پایگاه عملیات اصلی لشکرگاه یک پایگاه عملیات اصلی متعلق به نیروهای بین‌المللی کمک به امنیت (ISAF) در ولسوالی لشکرگاه در ولایت هلمند در جنوب افغانستان بود.
این پایگاه قبلاً تا ۹ اوت ۲۰۱۳ توسط نیروهای دفاعی هلمند استفاده می‌شد و تحت عملیات هریک (OP H) کنترل می‌شد. این پایگاه در ۲۴ فوریه ۲۰۱۴ به نیروهای امنیتی افغان تحویل داده شد.

## موارد استفاده
تا ۹ اوت ۲۰۱۳ این پایگاه، مقر فرماندهی یگان رزمی هلمند در عملیات هریک بوده است.

## واگذاری
این پایگاه از ۲۴ فوریه ۲۰۱۴ به نیروهای امنیت ملی افغانستان واگذار شده است.